# 117 Lomia
Lomia (asteroide 117) é um asteroide da cintura principal com um diâmetro de 148,71 quilómetros, a 2,90637009 UA. Possui uma excentricidade de 0,02833084 e um período orbital de 1 889,5 dias (5,18 anos).
Lomia tem uma velocidade orbital média de 17,22171897 km/s e uma inclinação de 14,92819786º.
Este asteroide foi descoberto em 12 de Setembro de 1871 por Alphonse Borrelly.
Este asteroide recebeu este nome em homenagem à personagem Lâmia da mitologia grega.